# Лумецане
Лумецане (итал. Lumezzane) је насеље у Италији у округу Бреша, региону Ломбардија.
Према процени из 2011. у насељу је живело 23712 становника. Насеље се налази на надморској висини од 467 м.

## Становништво
Према резултатима пописа становништва 2011. у општини је живело 23.390 становника.
| 1951.  | 1961.  | 1971.  | 1981.  | 1991.  | 2001.  | 2011.  |
| ------ | ------ | ------ | ------ | ------ | ------ | ------ |
| 11.726 | 17.075 | 23.054 | 23.868 | 23.619 | 23.712 | 23.390 |